# Hrabstwo Nance

Piramida wieku hrabstwa

Hrabstwo Nance (ang. Nance County) – hrabstwo w stanie Nebraska w Stanach Zjednoczonych. W roku 2010 liczba mieszkańców wyniosła 3735. Stolicą i największym miastem jest Fullerton.

## Geografia
Całkowita powierzchnia wynosi 1160, km² z czego woda stanowi 1,50%.

### Miejscowości
- Belgrade (wioska)
- Fullerton
- Genoa